# نيكو (لاعب كرة قدم)
نيكو هو لاعب كرة قدم ومدرب كرة قدم برازيلي في مركز نصف الجناح، ولد في 8 فبراير 1964 في Umbuzeiro ‏ في البرازيل. لعب مع نادي سبورت ريسيفه.